# 함룬 스파르탄스 FC
함룬 스파르탄스 FC(Ħamrun Spartans Football Club)는 몰타 함룬의 축구 클럽으로, 현재 몰타 프리미어리그에서 활동하고 있다.

## 성적
- 몰타 프리미어리그 우승

우승 (10): 1913-14, 1917-18, 1946-47, 1982-83, 1986-87, 1987-88, 1990-91, 2020-21, 2022-23, 2023-24
- 몰타 컵 우승

우승 (6): 1982-83, 1983-84, 1986-87, 1987-88, 1988-89, 1991-92

## 선수 명단

### 현역
- 스티브 보그(2022 ~ )
- 헨리 보넬로(2021 ~ )
- 조세프 음봉(2020 ~ )